# Allapoderus rubriventris
Allapoderus rubriventris es una especie de coleóptero de la familia Attelabidae.

## Distribución geográfica
Habita en el Congo, Guinea.Malaui, Tanzania,  Uganda, República Democrática del Congo y Zimbabue.